# Michael Hendrik Witbols
Michael Hendrik Witbols, né le 15 avril 1730 à Rotterdam et mort le 5 février 1803 à Bocholt, est un homme politique néerlandais.

## Biographie
Ce prêtre catholique publie plusieurs essais théologique dans les années 1770 et 1780. Pendant la Révolution batave, il soutient les Patriotes et s'oppose avec véhémence aux Orangistes. Craignant pour sa vie après l'échec de la Révolution, en 1787, il se réfugie dans le Brabant jusqu'en 1795 et la proclamation de la République batave. Élu député de Bodegraven à la première Assemblée nationale batave en janvier 1796, il est nommé au comité constitutionnel où il défend énergiquement les idées unitaristes. Réélu en 1797, il devient président de l'Assemblée du 13 au 27 avril 1798. Un coup d'État renverse les unitaristes le 12 juin et Witbols est emprisonné jusqu'en décembre.
Affaibli, il quitte la vie politique et se retire à Bocholt